# Габозеро (озеро, Вытегорский район)
Габозеро — пресноводное озеро на территории Девятинского сельского поселения Вытегорского района Вологодской области.

## Физико-географическая характеристика
Площадь озера — 0,9 км². Располагается на высоте 187,0 метров над уровнем моря.
Форма озера продолговатая: оно более чем на полтора километра вытянуто с запада на восток. Берега слабо изрезанные, каменисто-песчаные.
Из залива на северной стороне озера вытекает безымянная протока, впадающая с правого берега в реку Андому, впадающую, в свою очередь, в Онежское озеро.
Ближе к юго-западному берегу Габозера расположен один небольшой остров без названия.
Населённые пункты и автодороги вблизи водоёма отсутствуют.
Код объекта в государственном водном реестре — 01040100611102000019753.